# 糸魚川信用組合
糸魚川信用組合（いといがわしんようくみあい）は、新潟県糸魚川市に本店を置く信用組合。
ATMでは、しんくみ お得ねっと提携信用組合のカードによる出金は自組合扱いとなる。

## 沿革
- 1951年9月20日 設立[2]。
- 1986年10月 能生信用組合と合併する。
- 2016年（平成28年）- 2月15日、第一勧業信用組合・塩沢信用組合との業務連携協定を締結し、地元の特産品（ヒスイ・笹寿司 (長野・新潟)・真柏・日本酒等々）を消費地と直接結ぶ販路の拡大を支援[3][4]。
- 2017年（平成29年）- 3月4日、地域の農業法人を支援するファンドを設立[5]。
- 2018年（平成30年）5月 - しんくみはばたき奨学金を支給開始。